# Hart voor Schijndel
Hart voor Schijndel is de inmiddels gewijzigde naam van een lokale politieke partij in de Nederlandse gemeente Meierijstad.
Hart voor Schijndel is opgericht in 2015, toen een raadslid uit gemeenteraad van de toenmalige gemeente Schijndel zich van de fractie van de lokale PvdA afsplitste, gevolgd door een tweede raadslid. Bij de herindelingsverkiezingen van 2016 voor de gemeenteraad van Meierijstad behaalde de partij drie zetels. Hart voor Schijndel ging deel uitmaken van de oppositie. In 2019 werd de naam verkort tot Hart.

## Verkiezingsresultaten
| Gemeenteraad | 2017     | 2022     |
| ------------ | -------- | -------- |
| Meierijstad  | 3 zetels | 2 zetels |